# Brulleia yangi
Brulleia yangi är en stekelart som beskrevs av He och Chen 1993. Brulleia yangi ingår i släktet Brulleia och familjen bracksteklar. Inga underarter finns listade.